# 黃裳 (永樂進士)
黃裳（1383年—？），字文中，河南內鄉縣人，明朝政治人物。進士出身。

## 生平
河南鄉試五十一名。永樂十年（1412年）壬辰科會試四十二名，殿試登進士第三甲第十一名。后選為翰林院庶吉士，編撰永樂大典。

## 家族
曾祖黃萬貴。祖父黃添祐。父亲黃雲。